# Ferrari SP38
La SP38 est une voiture de sport du constructeur italien Ferrari produite en un exemplaire unique en 2018 par le département spécial « One-Off » de la marque.

## Présentation
La Ferrari SP38 est dévoilée le 23 mai 2018 à Fiorano, avant sa première présentation au public le 26 mai 2018 lors du Concours d'élégance Villa d'Este.
La SP38  est le 38e projet du département spécial (Special Projects n°38), fondé en 2007, du constructeur au cheval cabré. C'est un modèle unique de la marque produit pour un riche client de Ferrari, construit sur la base d'une Ferrari 488 GTB.

### Design

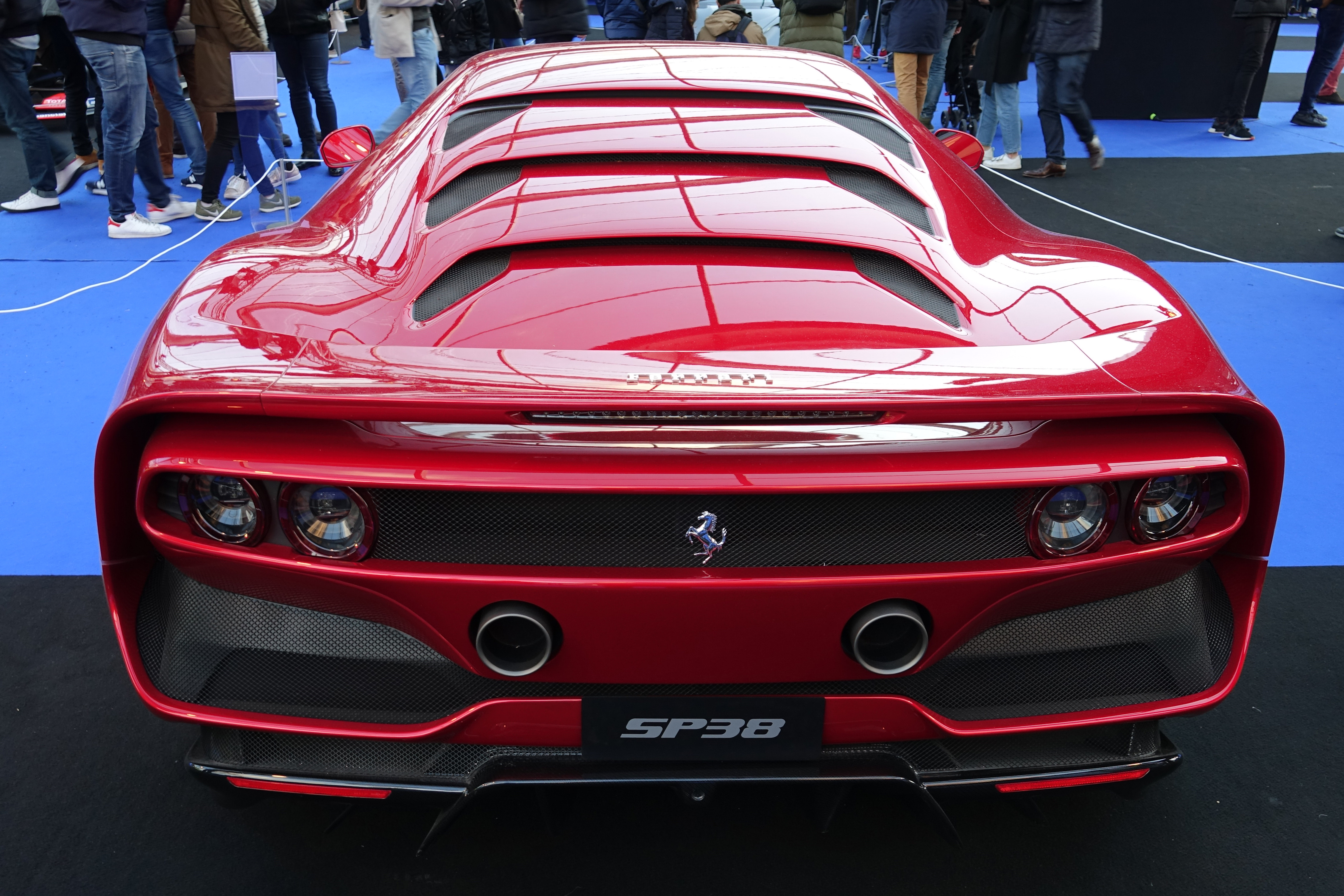
Ferrari SP38 - vue arrière

Son design fait référence à la Ferrari 308 GTB pour sa face avant, et à la Ferrari F40 pour son aileron arrière.

## Caractéristiques techniques
La SP38 repose sur la plateforme technique de la 488 GTB. Elle en reprend le châssis et le moteur mais la carrosserie est entièrement nouvelle, et livrée dans une teinte rouge métallique.

Ferrari SP38 au Festival Automobile International 2019
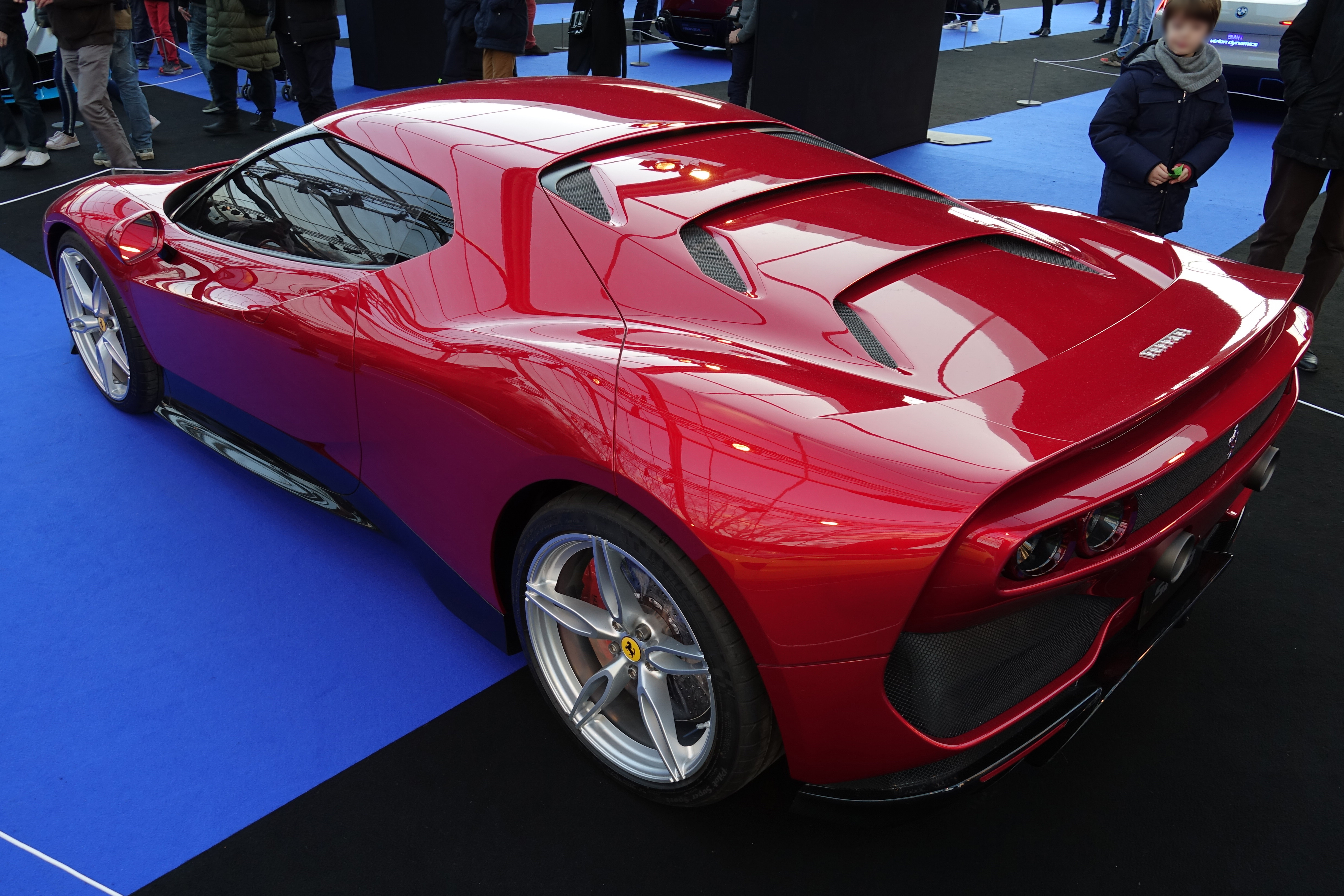
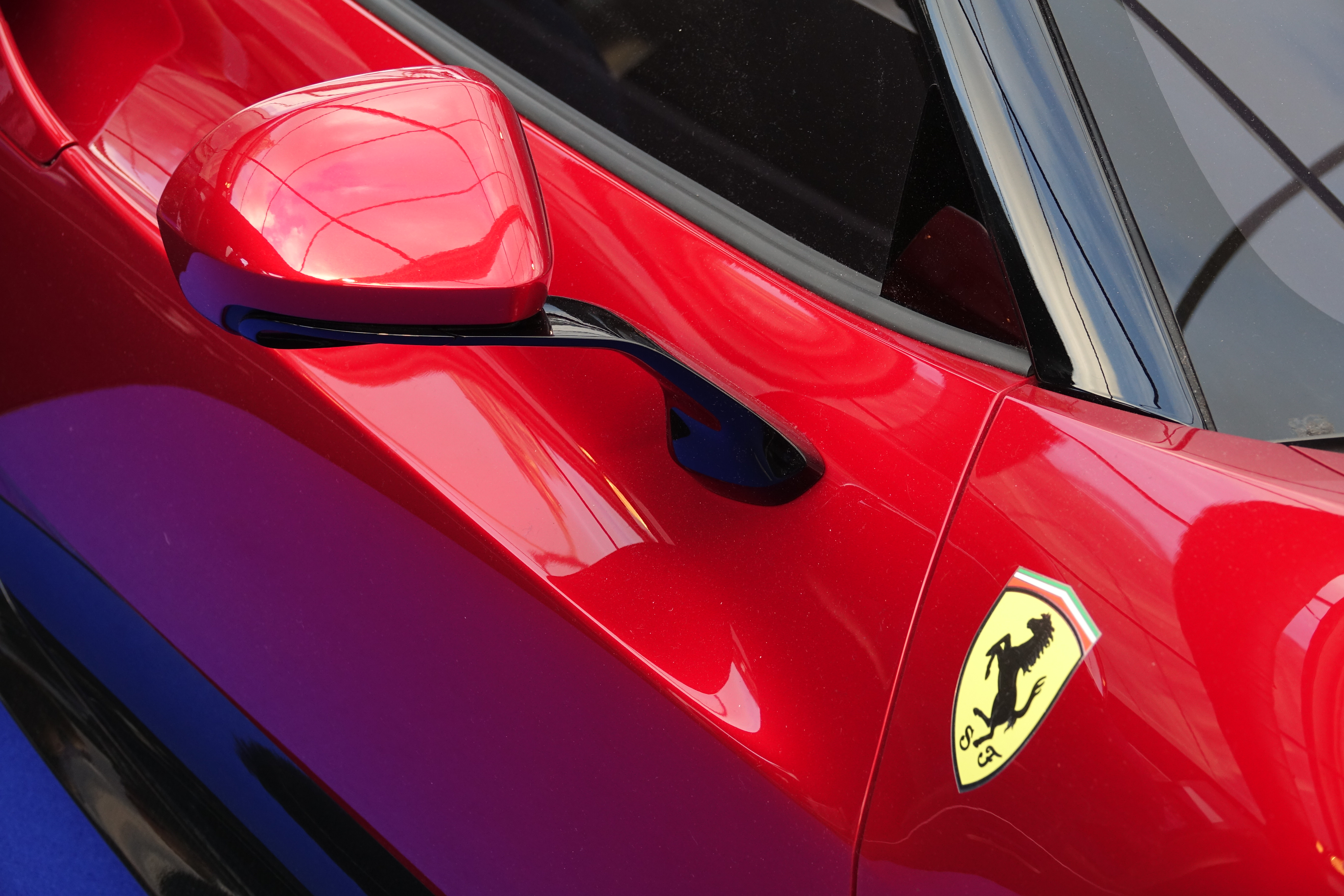
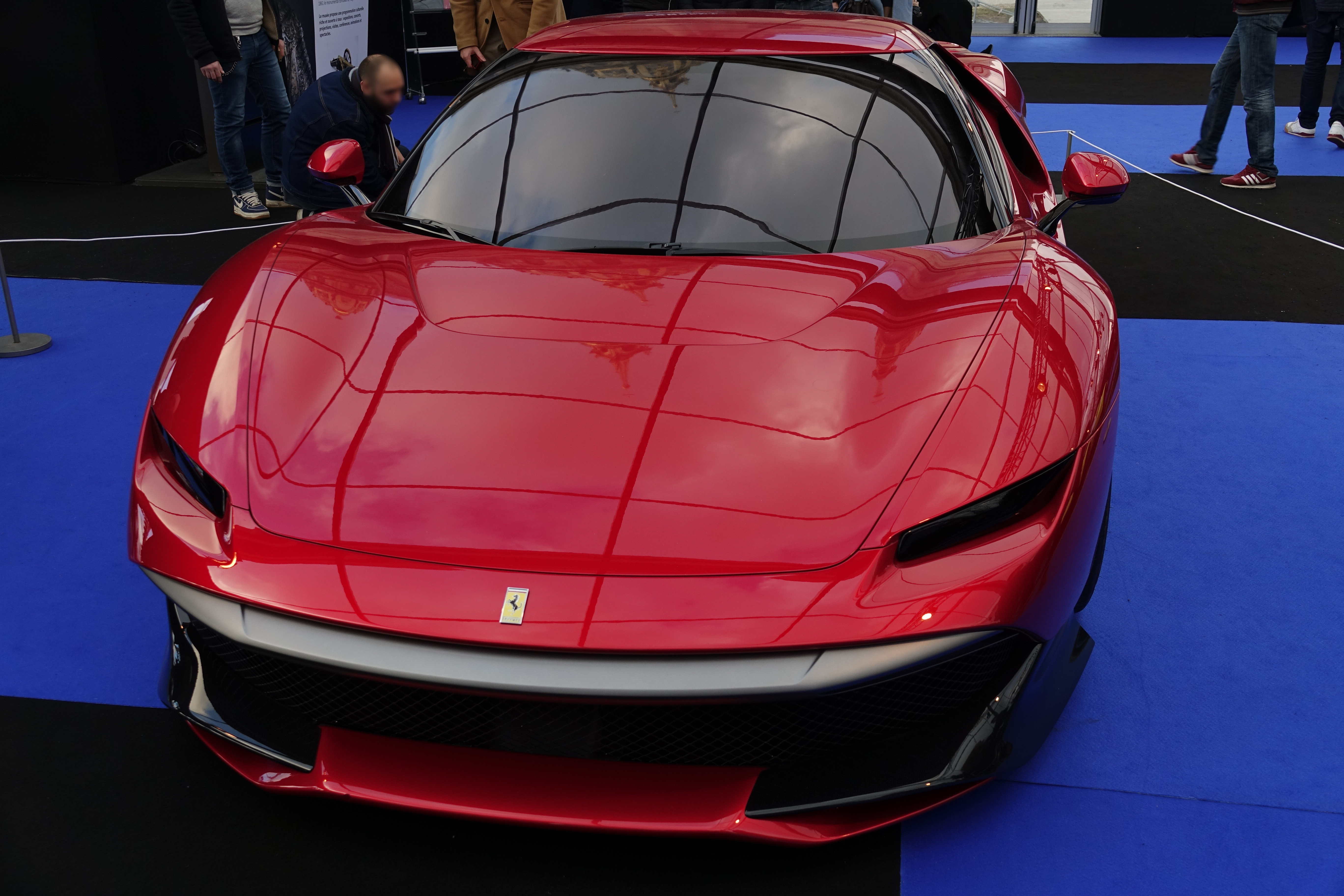

### Moteur
Le moteur de la SP38 est le V8 bi-turbo de 3,9 litres de 670 ch et 760 N m de couple provenant de la 488 GTB.
| Logo de Ferrari              | Ferrari SP38              |
| ---------------------------- | ------------------------- |
| Moteur                       | 8-cylindres en V          |
| Admission                    | Bi-turbo                  |
| Cylindrée (cm3)              | 3 902                     |
| Puissance maximale (ch) [kW] | 670 (492)                 |
| au régime de (tr/min)        | 8 000                     |
| Couple maximal (N m)         | 760                       |
| au régime de (tr/min)        |                           |
| Transmission                 | Propulsion                |
| Boîte de vitesses            | Séquentielle à 7 rapports |
| Vitesse maximale (km/h)      | 330                       |
| 0-100 km/h (s)               | 3,0                       |
| Consommation (L/100 km)      | 11,4                      |
| Masse à vide (kg)            |                           |
| Capacité du réservoir (L)    |                           |